# Teodoriade
La Teodoriade (in greco antico: ἐπαρχία Θεοδωριάς?, eparkhía Theodōriás) era una provincia ecclesiastica della diocesi d'Antiochia che l'imperatore Giustiniano I formò nel 528 con alcune sedi staccate dalla prima e dalla seconda Siria, e da lui nominata Teodoriade in onore di sua moglie Teodora. Le venne assegnata per metropoli la città di Laodicea senza pregiudizio però dei diritti che il patriarca d'Antiochia aveva su quella Chiesa.